# Monstruos de río
Monstruos de río fue una serie documental británica de naturaleza. El programa de televisión fue producido por Animal Planet y se estrenó el 5 de abril de 2009. Ha conseguido convertirse en uno de los programas con mayor éxito y audiencia en la historia de Animal Planet y también en una de las series más vistas en Discovery Channel. Consta de 9 temporadas, 57 episodios, 45 especiales y 2 episodios adicionales.
En 2017, Jeremy Wade decidió no continuar con el programa: «Algunos programas pueden durar para siempre, pero "Monstruos de río" tiene que tener un final. Hace 10 años tenía una ambiciosa lista de objetivos en mi cabeza que, en aquel momento, parecía imposible de llevar a cabo. Sin embargo, todos los retos han sido logrados. Conseguir mis sueños pesqueros más extremos, y poder compartirlos con los espectadores, los ha hecho doblemente especiales».
Para la temporada 3, capítulo 7 El asesino silencioso, Jeremy visitó la provincia de Corrientes en Argentina. Allí se enfrentó a una enorme raya denominada por los lugareños del pueblo de Bellavista, Perro de Río. Para la región fue todo un suceso ya que el animal era un verdadero Monstruo de Río con un peso de 127 kilos. 

## Sinopsis
Serie documental británica de naturaleza. Sigue el recorrido del biólogo y pescador extremo Jeremy Wade, que viaja por el mundo en busca de los asesinos de agua dulce más temibles. Buscando pistas, testigos e historias sobre personas que fueron arrastradas bajo el agua por estos depredadores feroces, trata de atrapar a los ejemplares más grandes y luego liberarlos de nuevo a la naturaleza. Su objetivo es salvar estas raras criaturas de la extinción para ayudar a la gente a entender qué hay de verdad tras las leyendas que suscitan.

## Temporadas
| Temporada | Temporada | Episodios | Especiales             | Estreno             | Final                 |
| --------- | --------- | --------- | ---------------------- | ------------------- | --------------------- |
|           | 1         | 7         | 0                      | 5 de abril de 2009  | 17 de mayo de 2009    |
|           | 2         | 7         | 1                      | 28 de marzo de 2010 | 31 de mayo de 2010    |
|           | 3         | 7         | 4 + 2 Ep. Adicionales  | 6 de marzo de 2011  | 30 de mayo de 2011    |
|           | 4         | 7         | 7                      | 1 de abril de 2012  | 28 de mayo de 2012    |
|           | 5         | 6         | 3                      | 7 de abril de 2013  | 31 de octubre de 2013 |
|           | 6         | 6         | 5                      | 6 de abril de 2014  | 26 de mayo de 2014    |
|           | 7         | 6         | 14                     | 5 de abril de 2015  | 24 de mayo de 2015    |
|           | 8         | 5         | 7                      | 1 de enero de 2016  | 2 de junio de 2016    |
|           | 9         | 6         | 4                      | 23 de abril de 2017 | 29 de mayo de 2017    |
| Total     | Total     | 57        | 45 + 2 Ep. Adicionales | 5 de abril de 2009  | 29 de mayo de 2017    |

## Episodios

### Primera temporada
| N.º | Título original    | Título en español        | Estreno en USA      |
| --- | ------------------ | ------------------------ | ------------------- |
| 1   | Piranha            | Piraña                   | 5 de abril de 2009  |
| 2   | Killer Catfish     | Pez gato asesino         | 12 de abril de 2009 |
| 3   | Alligator Gar      | El pejelagarto           | 19 de abril de 2009 |
| 4   | European Maneater  | El come-hombres europeo  | 26 de abril de 2009 |
| 5   | Amazon Assassins   | Asesinos del Amazonas    | 3 de mayo de 2009   |
| 6   | Amazon Flesheaters | Devoradores del Amazonas | 10 de mayo de 2009  |
| 7   | Freshwater Shark   | Tiburón de agua dulce    | 17 de mayo de 2009  |

### Segunda temporada
| N.º      | Título original                        | Título en español                  | Estreno en USA      |
| -------- | -------------------------------------- | ---------------------------------- | ------------------- |
| 1        | Demon Fish                             | El pez tigre Goliat                | 28 de marzo de 2010 |
| 2        | Death Ray                              | La raya mortal                     | 25 de abril de 2010 |
| 3        | Killer Snakehead                       | El pez cabeza de serpiente asesino | 2 de mayo de 2010   |
| 4        | Congo Killer                           | Asesino del Congo                  | 9 de mayo de 2010   |
| 5        | Alaskan Horror                         | El horror de Alaska                | 16 de mayo de 2010  |
| 6        | Rift Valley Killers                    | Asesinos del Valle del Rift        | 23 de mayo de 2010  |
| 7        | Hidden Predator                        | El depredador oculto               | 30 de mayo de 2010  |
| Especial | Killer Catfish - Two Hour Extended Cut | -                                  | 31 de mayo de 2010  |

### Tercera temporada
| N.º           | Título original                 | Título en español       | Estreno en USA      |
| ------------- | ------------------------------- | ----------------------- | ------------------- |
| Especial      | The Giants                      | -                       | 6 de marzo de 2011  |
| Especial      | The Deadliest                   | -                       | 3 de abril de 2011  |
| 1             | The Mutilator                   | El mutilador            | 10 de abril de 2011 |
| 2             | Flesh Ripper                    | El devorador de hombres | 17 de abril de 2011 |
| 3             | Silent Assassin                 | El asesino silencioso   | 24 de abril de 2011 |
| 4             | Chainsaw Predator               | El pez sierra           | 1 de mayo de 2011   |
| Especial      | The Most Bizarre                | Los más raros           | 8 de mayo de 2011   |
| 5             | Electric Executioner            | El verdugo eléctrico    | 15 de mayo de 2011  |
| 6             | Cold Blooded Horror             | Asesinos de sangre fría | 22 de mayo de 2011  |
| Ep. Adicional | The Lost Reels: Amazonian Giant | -                       | 27 de mayo de 2011  |
| Ep. Adicional | The Lost Reels: Himalayan Giant | -                       | 27 de mayo de 2011  |
| Especial      | River Monsters Goes Tribal      | -                       | 29 de mayo de 2011  |
| 7             | Jungle Killer                   | El asesino de la selva  | 30 de mayo de 2011  |

### Cuarta temporada
| N.º      | Título original          | Título en español                 | Estreno en USA      |
| -------- | ------------------------ | --------------------------------- | ------------------- |
| 1        | American Killers         | Un asesino en casa                | 1 de abril de 2012  |
| 2        | Pack of Teeth            | Mandíbulas letales                | 8 de abril de 2012  |
| 3        | Invisible Executioner    | El verdugo invisible              |                     |
| 4        | Asian Slayer             | El asesino de oriente             | 22 de abril de 2012 |
| Especial | Killer Sharks and Rays   | -                                 | 29 de abril de 2012 |
| 5        | Russian Killer           | El asesino ruso                   | 6 de mayo de 2012   |
| 6        | Mongolian Mauler         | El gigante mongol                 | 13 de mayo de 2012  |
| 7        | Phantom Assassin         | El asesino fantasma               | 20 de mayo de 2012  |
| Especial | Killer Weapons           | -                                 | 22 de mayo de 2012  |
| Especial | Lethal Legends           | Leyendas letales (Lo nunca visto) | 23 de mayo de 2012  |
| Especial | The Deadliest Encounters | -                                 | 24 de mayo de 2012  |
| Especial | Untold Stories           | -                                 | 25 de mayo de 2012  |
| Especial | The Deadliest Catfish    | -                                 | 27 de mayo de 2012  |
| Especial | Lair of Giants           | Guarida de gigantes               | 28 de mayo de 2012  |

### Quinta temporada
| N.º      | Título original      | Título en español             | Estreno en USA        |
| -------- | -------------------- | ----------------------------- | --------------------- |
| 1        | Face Ripper          | El devora caras               | 7 de abril de 2013    |
| 2        | Atomic Assassin      | Asesino atómico               | 14 de abril de 2013   |
| 3        | Killer Torpedo       | Torpedo asesino               | 21 de abril de 2013   |
| 4        | Colombian Slasher    | Navajero colombiano           | 5 de mayo de 2013     |
| 5        | Vampires of the Deep | Vampiros de las profundidades | 12 de mayo de 2013    |
| Especial | Year of Beasts       | Un año de monstruos           | 20 de mayo de 2013    |
| Especial | Top Ten Beasts       | Lo más bestial                | 24 de mayo de 2013    |
| 6        | Legend of Loch Ness  | La leyenda del Lago Ness      | 27 de mayo de 2013    |
| Especial | Worst Nightmares     | Las peores pesadillas         | 31 de octubre de 2013 |

### Sexta temporada
| N.º      | Título original         | Título en español                     | Estreno en USA      |
| -------- | ----------------------- | ------------------------------------- | ------------------- |
| Especial | River Monsters LIVE!    | No emitido                            | 6 de abril de 2014  |
| 1        | Amazon Apocalypse       | El Titanic del amazonas               | 6 de abril de 2014  |
| 2        | Jungle Terminator       | El exterminador de la jungla          | 13 de abril de 2014 |
| 3        | River of Blood          | Río de sangre                         | 20 de abril de 2014 |
| 4        | Man-Eating Monster      | El monstruo devorador de humanos      | 4 de mayo de 2014   |
| 5        | Bone Crusher            | Quebranta huesos                      | 18 de mayo de 2014  |
| Especial | Monster Hunting Secrets | Los secretos de la pesca de monstruos | 18 de mayo de 2014  |
| Especial | Killer Mysteries        | Misterios asesinos                    | 20 de mayo de 2014  |
| Especial | Lethal Encounters       | Encuentros letales                    | 21 de mayo de 2014  |
| Especial | American Horrors        | Horrores americanos                   | 22 de mayo de 2014  |
| 6        | Body Snatcher           | El secuestrador de cuerpos            | 26 de mayo de 2014  |

### Séptima temporada
| N.º      | Título original                                                     | Título en español                         | Estreno en USA      |
| -------- | ------------------------------------------------------------------- | ----------------------------------------- | ------------------- |
| 1        | Canadian Horror                                                     | Horror canadiense                         | 5 de abril de 2015  |
| 2        | Mekong Mutilator                                                    | El mutilador del Mekong                   | 12 de abril de 2015 |
| 3        | Prehistoric Terror                                                  | Terror prehistórico                       | 19 de abril de 2015 |
| 4        | Alaska's Cold Water Killer                                          | El asesino de las aguas heladas de Alaska | 26 de abril de 2015 |
| Especial | Jeremy's Favourite Moments 1                                        | No emitido                                | 26 de abril de 2015 |
| Especial | Jeremy's Favourite Moments 2                                        | No emitido                                | 26 de abril de 2015 |
| Especial | Jeremy's Favourite Moments 3                                        | No emitido                                | 5 de mayo de 2015   |
| Especial | Jeremy's Favourite Moments 4                                        | No emitido                                | 5 de mayo de 2015   |
| 5        | South Pacific Terrors                                               | Terrores del Sur del Pacífico             | 10 de mayo de 2015  |
| Especial | Jeremy's Favourite Moments 5                                        | No emitido                                | 10 de mayo de 2015  |
| Especial | Jeremy's Favourite Moments 6                                        | No emitido                                | 10 de mayo de 2015  |
| 6        | Africa's Deadliest                                                  | El más mortífero de África                | 17 de mayo de 2015  |
| Especial | Jeremy's Favourite Moments 7                                        | No emitido                                | 17 de mayo de 2015  |
| Especial | Jeremy's Favourite Moments 8                                        | No emitido                                | 17 de mayo de 2015  |
| Especial | South American Killers                                              | -                                         | 17 de mayo de 2015  |
| Especial | Canadian Horror - Alternate Cut                                     | -                                         | 17 de mayo de 2015  |
| Especial | Killer Treasures                                                    | -                                         | 18 de mayo de 2015  |
| Especial | Size Matters                                                        | -                                         | 19 de mayo de 2015  |
| Especial | African Horrors                                                     | -                                         | 20 de mayo de 2015  |
| Especial | Jurassic-Sized Prehistoric Terror (2 hours of "Prehistoric Terror") | -                                         | 24 de mayo de 2015  |

### Octava temporada
| N.º      | Título original        | Título en español                       | Estreno en USA      |
| -------- | ---------------------- | --------------------------------------- | ------------------- |
| Especial | Flashback To The First | -                                       | 1 de enero de 2016  |
| Especial | Into the Ocean         | En el océano                            | 7 de abril de 2016  |
| 1        | Deep Sea Demon         | El demonio de las profundidades marinas | 7 de abril de 2016  |
| 2        | Death Down Under       | Muerte en Australia                     | 14 de abril de 2016 |
| 3        | Razorhead              | El rasurador                            | 21 de abril de 2016 |
| Especial | Deadly Superstitions   | Supersticiones mortales                 | 28 de abril de 2016 |
| 4        | Terror in Paradise     | Terror en el paraíso                    | 5 de abril de 2016  |
| Especial | Blood River            | Río sangriento                          | 5 de abril de 2016  |
| Especial | Invisible Killers      | Depredadores invisibles                 | 12 de abril de 2016 |
| Especial | Killer Discoveries     | Hallazgos asesinos                      | 19 de abril de 2016 |
| 5        | Devil of the Deep      | Demonios de las profundidades           | 26 de mayo de 2016  |
| Especial | Secrets at Sea         | Los secretos del mar                    | 2 de junio de 2016  |

### Novena temporada
| N.º      | Título original              | Título en español                | Estreno en USA      |
| -------- | ---------------------------- | -------------------------------- | ------------------- |
| 1        | Killers From The Abyss       | Los asesinos del abismo          | 23 de abril de 2017 |
| 2        | Ice Cold Killer              | -                                | 30 de abril de 2017 |
| Especial | Monster Scars                | -                                | 30 de abril de 2017 |
| 3        | Coral Reef Killer            | El asesino del arrecife coralino | 7 de mayo de 2017   |
| Especial | Don't Try this at Home       | -                                | 7 de mayo de 2017   |
| 4        | Return of the Killer Catfish | El retorno del siluro asesino    | 14 de mayo de 2017  |
| 5        | Volcanic Island Terror       | Terror en islas volcánicas       | 21 de mayo de 2017  |
| Especial | Aquatic Aliens               | -                                | 21 de mayo de 2017  |
| 6        | Malaysian Lake Monster       | El monstruo del lago malaisio    | 28 de mayo de 2017  |
| Especial | Jeremy's Monster Story       | -                                | 29 de mayo de 2017  |

## Episodios adicionales: The Lost Reels
| N.º | Título original                 | Título en español | Estreno en USA     |
| --- | ------------------------------- | ----------------- | ------------------ |
| 1   | The Lost Reels: Amazonian Giant | -                 | 27 de mayo de 2011 |
| 2   | The Lost Reels: Himalayan Giant | -                 | 27 de mayo de 2011 |